# Pandanaris convexa
Pandanaris convexa — викопний вид горобцеподібних птахів родини трупіалових (Icteridae), що існував у пізньому плейстоцені в Північній Америці. Рештки птаха знайдені в Мексиці та Флориді.